# Parque Tecnológico de Sorocaba
O Parque Tecnológico de Sorocaba (PTS) é um ambiente criado para atrair e acomodar empresas intensivas em tecnologia, instituições de ensino e pesquisa, assim como empresas de consultoria ou organizações, públicas e/ou privadas, que possam oferecer serviços de apoio técnico e de mercado. Desta forma, o PTS facilitará, às partes interessadas, o acesso ao conhecimento bem como ao mercado, pela aproximação com possíveis desenvolvimentos e inovação tecnológica assim como oportunidades comerciais, em nível nacional e internacional.

## Descrição
O Parque Tecnológico de Sorocaba funcionará com um organismo articulador entre universidades, escolas técnicas, institutos e empresas que investem em pesquisas de novas tecnologias, servindo como incentivo a criação de uma nova Zona Industrial, na Zona Norte.
O empreendimento, que homenageia um dos maiores empresários da cidade, Alexandre Beldi Netto, recebeu investimento de aproximadamente R$ 70 milhões nessa primeira fase, incluindo recursos da Prefeitura e do Governo do Estado.
Com quase 1 milhão de m² ao todo, o Parque Tecnológico de Sorocaba se diferencia dos demais, por não abrigar o setor produtivo das empresas, mais sim seus laboratórios de Pesquisa e desenvolvimento (P&D). Diferente da maioria dos empreendimentos do gênero, ele reunirá em um mesmo ambiente 10 universidades distintas, além de escritórios de entidades certificadoras e registro de marcas e patentes.
"A ideia é que funcione como um 'poupatempo' da inovação, que facilite o trabalho de certificação e patente", explica o prefeito Vitor Lippi.
Com o Parque Tecnológico, Sorocaba irá mudar de patamar de competitividade: ela deixará de ser apenas uma cidade industrial para ser também uma cidade tecnológica, o que ajudará a garantir seu futuro, com a atração de novos investimentos, e ajudar o Brasil a ter competitividade tecnológica.

## Localização
A cidade de Sorocaba está localizada na região Sudoeste do Estado de São Paulo, a cerca de 90 km de distância da capital. Segundo o Instituto Brasileiro de Geografia e Estatística (IBGE) tem 586.625 habitantes, conforme o Censo 2010. Polo de uma região com mais de 2 milhões de habitantes, Sorocaba conta hoje com uma grande diversidade econômica.
É a 5ª cidade em desenvolvimento econômico do Estado de São Paulo e sua produção industrial chega a mais de 120 países, atingindo um PIB de R$ 9,5 bilhões. As principais bases de sua economia são os setores de indústria, comércio e serviços, com mais 22 mil empresas instaladas.
Sorocaba tem conseguido crescer nos últimos anos em um ritmo acelerado e, ao mesmo tempo, melhorar a qualidade de vida dos seus moradores.
Nos últimos anos, a Prefeitura vem priorizando investimentos em infraestrutura urbana, renovando e construindo áreas de lazer, praças, parques e ciclovias, escolas, creches e unidades de saúde em pontos estratégicos da cidade, abrindo avenidas e ampliando o setor habitacional, transporte, na despoluição do Rio Sorocaba, entre outras ações, que fazem de Sorocaba um local dos mais agradáveis do Brasil para se viver.
Sorocaba se prepara para o futuro por meio de um Planejamento Estratégico, assumindo compromissos com dois modelos internacionais de desenvolvimento urbano: Cidade Saudável e Cidade Educadora.

## Incubadora
A Incubadora de Empresas de Base Tecnológica do Parque Tecnológico contará inicialmente com 11 módulos que serão disponibilizados com a finalidade de apoiar o desenvolvimento de produtos e serviços inovadores e o suporte ao empreendedorismo inovador, sempre voltada à criação de empresas e negócios inovadores, geradores de riqueza e mais empregos altamente qualificados para a região de Sorocaba.
Incubadora de Empresas é, por definição, um ambiente flexível e encorajador no qual são oferecidos facilidades para o surgimento e o crescimento de novos empreendimentos.

## Principais Áreas de Atuação

### Metal Mecânica
Processos de deformação plástica, soldadura, fundição, usinagem, propriedade dos materiais e fenômenos de resistência.

### Eletro-Eletrônica
Automação, Componentes e Equipamentos Industriais; Material de instalação Elétrica; Telecomunicações; Sistemas Eletroeletrônicos.

### Energias Alternativas
Diversificar a matriz energética buscando fontes limpas e renováveis como energia solar, eólica, biomassa e hidráulica.

### Automotiva
Desenvolvimento e melhoria da eficiência, produtividade e qualidade da produção automotiva, incluindo autopeças e montadoras.

### TIC
Tecnologias integradas de automação e comunicação de processos e negócios, indústria de softwares e hardware.